# Pithon
Pithon – miejscowość i gmina we Francji, w regionie Hauts-de-France, w departamencie Aisne.
Według danych na styczeń 2014 roku gminę zamieszkiwały 74 osoby, a gęstość zaludnienia wynosiła 30,3 osób/km².